# (32353) 2000 QX118
2000 QX118 (asteroide 32353) é um asteroide da cintura principal. Possui uma excentricidade de 0.09078870 e uma inclinação de 10.54189º.
Este asteroide foi descoberto no dia 25 de agosto de 2000 por LINEAR em Socorro.